# Control the Streets, Volume 1
Quality Control: Control the Streets, Volume 1 (o Control the Streets, Vol. 1) è un album compilation realizzato dall'etichetta discografica Quality Control Music pubblicato l'8 dicembre 2017 da QC, Motown Records e da Capitol Records.

## Descrizione
Nell'album sono presenti collaborazioni con gli artisti appartenenti all'etichetta come i Migos, Lil Yachty, Lil Baby, Lil Marlo, Kollision, le City Girls e Cardi B. Oltre a loro ci sono anche collaborazioni con artisti ospiti come Kodak Black, Travis Scott, Gucci Mane, Moneybagg Yo, Tee Grezzley, Nicki Minaj, Ty Dolla Sign e Young Thoug. Le produzioni dell'album sono state gestite da DJ Durel, Southside, Murda Beatz, Earl The Pearl e molti altri.

## Antefatti
Il 6 dicembre 2017, il CEO dell'etichetta Kevin "Coach K" Lee ha confermato che la compilation era vicina alla data di pubblicazione.

## Promozione

### Singoli
Il singolo apripista dell'album, Too Hotty con i Migos in collaborazione con la cantante inglese Eurielle è stato pubblicato il 26 maggio 2017. Il secondo singolo, On Me con Lil Yachty e Young Thug è uscito il 29 settembre 2017. Il terzo singolo, My Dawg Remix con Lil Baby e Kodak Black, in collaborazione con Quavo e Moneybagg Yo, è stato messo in commercio il 5 dicembre 2017. Il 10 dicembre 2017 è stato reso disponibile il quarto singolo Ice Tray, che ha visto la collaborazione di Quavo e Lil Yatchy. L'8 gennaio 2018 è uscito il quinto singolo Fuck Dat Nigga con le City Girls.

## Tracce
1. Control The Streets (Intro) (con i Migos e Lil Yachty) – 2:26 (Kiari Cephus, Quavious Marshall, Miles McCollum, Marcus Slade)
2. Pop Shit (con i Migos) – 4:26 (Marshall, Cephus, Kirsnick Ball, Dwan Avery)
3. Ice Tray (con Quavo e Lil Yatchy) – 3:33 (Marshall, McCollum, Daryl McPherson)
4. Boat Skirrt (con Lil Yatchy) – 2:18 (McCollum, Joshua Luellen)
5. Hellcat (con Quavo) – 3:59 (Marshall, McPherson, Charles Driggers)
6. Um Yea (con Offset e Cardi B) – 3:39 (Cephus, Belcalis Almanzar, McPherson)
7. We The Ones (con Takeoff e Tee Grezzley) – 3:14 (Ball, Terry Wallace, McPherson)
8. Menace (con Lil Yachty, Quavo e Offset) – 2:25 (McCollum, Marshall, Cephus, Luellen)
9. My Dawg (Remix) (con Lil Baby, Kodak Black, Quavo e Moneybagg Yo) – 5:17 (Dominique Jones, Dieuson Octave, Marshall, Demario White Jr, Chriss Rosser)
10. What It Do (con i Migos) – 3:26 (Marshall, Cephus, Ball, Shane Lindstrom)
11. Mediterranean (con Offset e Travis Scott) – 3:44 (Cephus, Jacques Webster, Ricky Harrell, Litgangjesus)
12. South Africa (con Quavo) – 3:44 (Marshall, McPherson)
13. The Load (con Gucci Mane e Lil Baby feat. Lil Marlo) – 4:07 (Radric Davis, Jones, Rudolph Johnson, Carlton Mays, Jr.)
14. Sides (con Lil Baby) – 3:00 (Jones, Rosser)
15. Interview (con i Migos) – 2:54 (Ball, Cephus, Ty-Ron Douglas)
16. Interlude (con Offset e Lil Yachty) – 1:18 (Cephus, McCollum, Nasir Pemberton)
17. Bosses Don't Speak (con i Migos) – 4:01 (Marshall, Cephus, Ball, Harrell)
18. Holiday (con Lil Yachty e Quavo) – 3:29 (McCollum, Marshall, Mays, Jonathan Priester)
19. Thick & Pretty (con i Migos) – 4:32 (Marshall, Cephus, Ball, Kevin Gomringer e Tim Gomringer)
20. She for Keeps (con Quavo e Nicki Minaj) – 3:57 (Marshall, Onika Maraj, Lindstrom)

## Classifiche

### Classifiche settimanali
| Classifica (2017)         | Posizione massima |
| ------------------------- | ----------------- |
| Belgio (Fiandre)          | 182               |
| Canada                    | 17                |
| Francia                   | 155               |
| Nuova Zelanda             | 3                 |
| Paesi Bassi               | 73                |
| Stati Uniti               | 5                 |
| Stati Uniti (R&B/Hip-hop) | 1                 |

### Classifiche di fine anno
| Classifica (2018)         | Posizione |
| ------------------------- | --------- |
| Stati Uniti               | 121       |
| Stati Uniti (R&B/Hip-hop) | 50        |